# جوليا غوتيريز كابا
جوليا غوتيريز كابا (بالإسبانية: Julia Gutiérrez Caba)‏ هي ممثلة إسبانية، ولدت في 20 أكتوبر 1934 في مدريد في إسبانيا. من الجوائز التي نالتها ميدالية الاستحقاق الذهبية في الفنون الجميلة (إسبانيا) سنة 1994.

## جوائز
- ميدالية الاستحقاق الذهبية في الفنون الجميلة (إسبانيا) (1994)

## وصلات خارجية
- جوليا غوتيريز كابا على موقع IMDb (الإنجليزية)
- جوليا غوتيريز كابا على موقع ألو سيني (الفرنسية)
- جوليا غوتيريز كابا على موقع تيرنر كلاسيك موفيز (الإنجليزية)
- جوليا غوتيريز كابا على موقع أول موفي (الإنجليزية)
- جوليا غوتيريز كابا على موقع قاعدة بيانات الأفلام السويدية (السويدية)
- جوليا غوتيريز كابا على موقع قاعدة بيانات الفيلم (الإنجليزية)
- جوليا غوتيريز كابا على موقع كينوبويسك (الروسية)